# Sellnickochthonius guanophilus
Sellnickochthonius guanophilus är en kvalsterart som först beskrevs av Sandór Mahunka 1979.  Sellnickochthonius guanophilus ingår i släktet Sellnickochthonius och familjen Brachychthoniidae. Inga underarter finns listade i Catalogue of Life.